# Galium ruwenzoriense
Galium ruwenzoriense är en måreväxtart som först beskrevs av Fabrizio Cortesi, och fick sitt nu gällande namn av Friedrich Ehrendorfer. Galium ruwenzoriense ingår i släktet måror, och familjen måreväxter. Inga underarter finns listade i Catalogue of Life.